# Olympische Sommerspiele 1952/Ringen – Freistil Mittelgewicht (Männer)
Das Freistilringen der Männer in der Klasse bis 79 kg bei den Olympischen Sommerspielen 1952 wurde vom 24. bis 27. Juli in der Messuhalli I ausgetragen. Es traten 17 Athleten aus 17 Ländern an.

## Format
In jeder Runde trat jeder Athlet zu einem Kampf an, bei einer ungeraden Anzahl an Athleten hatte einer ein Freilos. Der Verlierer eines Kampfes erhielt 3 Minuspunkte. Der Gewinner erhielt einen Minuspunkt, sofern er nach Punkten jedoch und nicht durch einen Schultersieg gewann. Am Ende jeder Runde schied jeder Athlet mit 5 oder mehr Punkten aus. Dieses Verfahren wurde bis zur Finalrunde fortgesetzt, in der noch drei Athleten um die Medaillen kämpften. Diese standen sich in einem Jeder-gegen-jeden-Format gegenüber. Sofern es zuvor zu einem Kampf zwischen zwei Athleten aus der Finalrunde gekommen war, wurde dieser Kampf gewertet. 

## Ergebnisse

### Runde 1
Everaerts zog sich nach seinem ersten Kampf zurück
Kämpfe
| Sieger            | Nation                | Ergebnis     | Verlierer                    | Nation      |
| ----------------- | --------------------- | ------------ | ---------------------------- | ----------- |
| Calie Reitz       | Südafrikanische Union | Schultersieg | Pio Chirinos                 | Venezuela   |
| Gustav Gocke      | Deutschland           | 3:0          | Eduardo Assam                | Mexiko      |
| Haydar Zafer      | Türkei                | 3:0          | Adalberto Lepri              | Italien     |
| León Genuth       | Argentinien           | 2:1          | Veikko Lahti                 | Finnland    |
| Gholamreza Takhti | Iran                  | Schultersieg | André Brunaud                | Frankreich  |
| Daniel Hodge      | Vereinigte Staaten    | Schultersieg | Mohamed Abdul Ramada Hussain | Ägypten     |
| Bengt Lindblad    | Schweden              | 2:1          | Dawit Zimakuridse            | Sowjetunion |
| György Gurics     | Ungarn                | Schultersieg | Augustus Everaerts           | Belgien     |
| Felix Neuhaus     | Schweiz               | Freilos      |                              |             |

Punkte
| Rang | Athlet                       | Nation                | Minuspunkte | Minuspunkte |
| Rang | Athlet                       | Nation                | Runde 1     | Gesamt      |
| ---- | ---------------------------- | --------------------- | ----------- | ----------- |
| 1    | György Gurics                | Ungarn                | 0           | 0           |
| 1    | Daniel Hodge                 | Vereinigte Staaten    | 0           | 0           |
| 1    | Felix Neuhaus                | Schweiz               | 0           | 0           |
| 1    | Calie Reitz                  | Südafrikanische Union | 0           | 0           |
| 1    | Gholamreza Takhti            | Iran                  | 0           | 0           |
| 6    | León Genuth                  | Argentinien           | 1           | 1           |
| 6    | Gustav Gocke                 | Deutschland           | 1           | 1           |
| 6    | Bengt Lindblad               | Schweden              | 1           | 1           |
| 6    | Haydar Zafer                 | Türkei                | 1           | 1           |
| 10   | Eduardo Assam                | Mexiko                | 3           | 3           |
| 10   | André Brunaud                | Frankreich            | 3           | 3           |
| 10   | Pio Chirinos                 | Venezuela             | 3           | 3           |
| 10   | Mohamed Abdul Ramada Hussain | Ägypten               | 3           | 3           |
| 10   | Veikko Lahti                 | Finnland              | 3           | 3           |
| 10   | Adalberto Lepri              | Italien               | 3           | 3           |
| 10   | Dawit Zimakuridse            | Sowjetunion           | 3           | 3           |
| 17   | Augustus Everaerts           | Belgien               | 3           | 3*          |

### Runde 2
Kämpfe
| Sieger                       | Nation                | Ergebnis     | Verlierer       | Nation             |
| ---------------------------- | --------------------- | ------------ | --------------- | ------------------ |
| Calie Reitz                  | Südafrikanische Union | 3:0          | Felix Neuhaus   | Schweiz            |
| Gustav Gocke                 | Deutschland           | Schultersieg | Pio Chirinos    | Venezuela          |
| Haydar Zafer                 | Türkei                | Schultersieg | Eduardo Assam   | Mexiko             |
| León Genuth                  | Argentinien           | Schultersieg | Adalberto Lepri | Italien            |
| Gholamreza Takhti            | Iran                  | Schultersieg | Veikko Lahti    | Finnland           |
| Mohamed Abdul Ramada Hussain | Ägypten               | 3:0          | André Brunaud   | Frankreich         |
| Dawit Zimakuridse            | Sowjetunion           | Schultersieg | Daniel Hodge    | Vereinigte Staaten |
| György Gurics                | Ungarn                | 2:1          | Bengt Lindblad  | Schweden           |

Punkte
| Rang | Athlet                       | Nation                | Minuspunkte | Minuspunkte | Minuspunkte |
| Rang | Athlet                       | Nation                | Runde zuvor | Runde 2     | Gesamt      |
| ---- | ---------------------------- | --------------------- | ----------- | ----------- | ----------- |
| 1    | Gholamreza Takhti            | Iran                  | 0           | 0           | 0           |
| 2    | León Genuth                  | Argentinien           | 1           | 0           | 1           |
| 2    | Gustav Gocke                 | Deutschland           | 1           | 0           | 1           |
| 2    | György Gurics                | Ungarn                | 0           | 1           | 1           |
| 2    | Calie Reitz                  | Südafrikanische Union | 0           | 1           | 1           |
| 2    | Haydar Zafer                 | Türkei                | 1           | 0           | 1           |
| 7    | Daniel Hodge                 | Vereinigte Staaten    | 0           | 3           | 3           |
| 7    | Felix Neuhaus                | Schweiz               | 0           | 3           | 3           |
| 7    | Dawit Zimakuridse            | Sowjetunion           | 3           | 0           | 3           |
| 10   | Mohamed Abdul Ramada Hussain | Ägypten               | 3           | 1           | 4           |
| 10   | Bengt Lindblad               | Schweden              | 1           | 3           | 4           |
| 12   | Eduardo Assam                | Mexiko                | 3           | 3           | 6           |
| 12   | André Brunaud                | Frankreich            | 3           | 3           | 6           |
| 12   | Pio Chirinos                 | Venezuela             | 3           | 3           | 6           |
| 12   | Veikko Lahti                 | Finnland              | 3           | 3           | 6           |
| 12   | Adalberto Lepri              | Italien               | 3           | 3           | 6           |

### Runde 3
Kämpfe
| Sieger            | Nation      | Ergebnis     | Verlierer                    | Nation                |
| ----------------- | ----------- | ------------ | ---------------------------- | --------------------- |
| Gustav Gocke      | Deutschland | 3:0          | Felix Neuhaus                | Schweiz               |
| Haydar Zafer      | Türkei      | 3:0          | Calie Reitz                  | Südafrikanische Union |
| Gholamreza Takhti | Iran        | Schultersieg | León Genuth                  | Argentinien           |
| Dawit Zimakuridse | Sowjetunion | Schultersieg | Mohamed Abdul Ramada Hussain | Ägypten               |
| Bengt Lindblad    | Schweden    | 2:1          | Daniel Hodge                 | Vereinigte Staaten    |
| György Gurics     | Ungarn      | Freilos      |                              |                       |

Punkte
| Rang | Athlet                       | Nation                | Minuspunkte  | Minuspunkte | Minuspunkte |
| Rang | Athlet                       | Nation                | Runden zuvor | Runde 3     | Gesamt      |
| ---- | ---------------------------- | --------------------- | ------------ | ----------- | ----------- |
| 1    | Gholamreza Takhti            | Iran                  | 0            | 0           | 0           |
| 2    | György Gurics                | Ungarn                | 1            | 0           | 1           |
| 3    | Gustav Gocke                 | Deutschland           | 1            | 1           | 2           |
| 3    | Haydar Zafer                 | Türkei                | 1            | 1           | 2           |
| 5    | Dawit Zimakuridse            | Sowjetunion           | 3            | 0           | 3           |
| 6    | León Genuth                  | Argentinien           | 1            | 3           | 4           |
| 6    | Calie Reitz                  | Südafrikanische Union | 1            | 3           | 4           |
| 8    | Bengt Lindblad               | Schweden              | 4            | 1           | 5           |
| 9    | Daniel Hodge                 | Vereinigte Staaten    | 3            | 3           | 6           |
| 9    | Felix Neuhaus                | Schweiz               | 3            | 3           | 6           |
| 11   | Mohamed Abdul Ramada Hussain | Ägypten               | 4            | 3           | 7           |

### Runde 4
Kämpfe
| Sieger            | Nation      | Ergebnis | Verlierer    | Nation                |
| ----------------- | ----------- | -------- | ------------ | --------------------- |
| György Gurics     | Ungarn      | 2:1      | Calie Reitz  | Südafrikanische Union |
| Gustav Gocke      | Deutschland | 3:0      | León Genuth  | Argentinien           |
| Gholamreza Takhti | Iran        | 3:0      | Haydar Zafer | Türkei                |
| Dawit Zimakuridse | Sowjetunion | Freilos  |              |                       |

Punkte
| Rang | Athlet            | Nation                | Minuspunkte  | Minuspunkte | Minuspunkte |
| Rang | Athlet            | Nation                | Runden zuvor | Runde 4     | Gesamt      |
| ---- | ----------------- | --------------------- | ------------ | ----------- | ----------- |
| 1    | Gholamreza Takhti | Iran                  | 0            | 1           | 1           |
| 2    | György Gurics     | Ungarn                | 1            | 1           | 2           |
| 3    | Gustav Gocke      | Deutschland           | 2            | 1           | 3           |
| 3    | Dawit Zimakuridse | Sowjetunion           | 3            | 0           | 3           |
| 5    | Haydar Zafer      | Türkei                | 2            | 3           | 5           |
| 6    | León Genuth       | Argentinien           | 4            | 3           | 7           |
| 6    | Calie Reitz       | Südafrikanische Union | 4            | 3           | 7           |

### Runde 5
Kämpfe
| Sieger            | Nation      | Ergebnis | Verlierer     | Nation      |
| ----------------- | ----------- | -------- | ------------- | ----------- |
| Dawit Zimakuridse | Sowjetunion | 3:0      | György Gurics | Ungarn      |
| Gholamreza Takhti | Iran        | 3:0      | Gustav Gocke  | Deutschland |

Punkte
| Rang | Athlet            | Nation      | Minuspunkte  | Minuspunkte | Minuspunkte |
| Rang | Athlet            | Nation      | Runden zuvor | Runde 5     | Gesamt      |
| ---- | ----------------- | ----------- | ------------ | ----------- | ----------- |
| 1    | Gholamreza Takhti | Iran        | 1            | 1           | 2           |
| 2    | Dawit Zimakuridse | Sowjetunion | 3            | 1           | 4           |
| 3    | György Gurics     | Ungarn      | 2            | 3           | 5           |
| 4    | Gustav Gocke      | Deutschland | 3            | 3           | 6           |

### Finalrunde
Kämpfe
| Sieger            | Nation      | Ergebnis | Verlierer          | Nation |
| ----------------- | ----------- | -------- | ------------------ | ------ |
| Dawit Zimakuridse | Sowjetunion | 2:1      | Gholam Reza Takhti | Iran   |
| Gholamreza Takhti | Iran        | Walkover | György Gurics      | Ungarn |

Punkte
| Rank   | Wrestler          | Nation      | Wins | Losses | Start | Earned | Total |
| ------ | ----------------- | ----------- | ---- | ------ | ----- | ------ | ----- |
| Gold   | Dawit Zimakuridse | Sowjetunion | 2    | 0      | 4     | 1      | 5     |
| Silber | Gholamreza Takhti | Iran        | 1    | 1      | 2     | 3      | 5     |
| Bronze | György Gurics     | Ungarn      | 0    | 2      | 5     | 3      | 8     |